# Каплан, Авраам Элияу
Авраам Элияу Каплан (ивр. אברהם אליהו קפלן‎; 1890, Кейданы, Ковенская губерния, Российская империя (ныне — Литва) — 1924, Берлин, Германия) — раввин, третий глава Берлинской раввинской семинарии.

## Биография
Каплан родился в маленьком городке Кедайняй на территории современной Литвы, тогда — Россия. Его назвали в честь отца, внезапно скончавшегоя за несколько месяцев до рождения сына. Будущего раввина растили мать и её второй муж, с которым Каплан был очень близок. Учился в иешиве Тельше, в талмуд-торе Кельма, затем семь лет в известной иешиве «Слободка». В Слободке он нашёл, что искал — сочетание движения «Мусар» с талмудом и хасидизмом.
Поддерживал организацию Агудат Исраэль, но написал статью на смерть Теодора Гецля. Писал стихи полные грусти и депрессии, самое известное начинается словами: «зашло солнце, закатилась душа моя». В тридцатилетнем возрасте был назначен ректором Берлинской раввинской семинарии, в том же возрасте женился. Принёс в Западную Европу движение «Мусар». Успел написать только введение к задуманному комментарию к Талмуду, когда внезапно умер в возрасте отца — в 34 года. Опубликованы заметки по Талмуду, стихи, философское сочинение о взаимоотношениях движения «Mусар» и хасидизма, а также письма. В дневнике обсуждается самые разные вопросы: как иудаизм, так Толстой и Бялик.

## Сочинения
- ивр. B'Ikvot HaYir'a, Mosad HaRav Kook‎, 1956, 1988, 2002.
- ивр. Divrei Talmud, 2 тома, Mosad HaRav Kook‎, 1958, 1970.
- ивр. Mivchar Ketavim‎, издано семьёй Каплан, 2006.

These works were all compiled and edited by Rabbi Kaplan’s son, the noted author Rabbi Tzvi Kaplan.